# Sergei Maitakov
Sergei Vladimirovitch Maitakov (en russe : Сергей Владимирович Майтаков) est un skieur alpin russe, né le 7 janvier 1990 à Mejdouretchensk.

## Biographie
Il court dans les compétitions de la FIS depuis la saison 2005-2006.
Aux Championnats du monde junior de 2010, en France, il est médaillé de bronze au slalom.
Il participe ensuite aux Jeux olympiques d'hiver de 2010 où il est 40e du slalom géant. La même, il devient double champion de Russie en slalom géant et super G.
Il démarre dans la Coupe du monde en janvier 2011 à Wengen. Il obtient ses premiers et seuls points en mars 2013 au slalom géant de Kranjska Gora (26e).
Aux Jeux olympiques d'hiver de 2014, à Sotchi, en Russie, il est 26e du slalom géant, égalant son meilleur résultat dans l'élite.
Il finit troisième du classement général de la Coupe d'Europe en 2012, où il gagne le classement du slalom géant, grâce à trois victoires à Lenzerheide, Kranjska Gora et La Thuile.

### Jeux olympiques
| Édition / Épreuve | Slalom géant | Slalom  | Super G |
| ----------------- | ------------ | ------- | ------- |
| JO 2010 Vancouver | 40e          | Abandon | Abandon |
| JO 2014 Sotchi    | 26e          | Abandon |         |

### Championnats du monde
| Édition / Épreuve         | Slalom géant |
| ------------------------- | ------------ |
| Mondiaux 2009 Val d'Isère | 28e          |

### Coupe du monde
- Meilleur classement général : 136e en 2013.
- Meilleur résultat sur une manche : 26e.

| Saison/Classement | Général | Général | Slalom géant | Slalom géant |
| Saison/Classement | Class.  | Points  | Class.       | Points       |
| ----------------- | ------- | ------- | ------------ | ------------ |
| 2013              | 136e    | 5       | 49e          | 5            |

### Championnats du monde junior
- Médaille de bronze au slalom en 2010.

### Coupe d'Europe
- Meilleur classement général : 3e en 2012.
- Premier du classement de slalom géant en 2012.
- 5 podiums, dont 3 victoires.

### Championnats de Russie
- Vainqueur du slalom géant en 2010 et 2020.
- Vainqueur du super G en 2010.